# Hartmann de San Galo
Hartmann de San Galo (* antes de 895-21 de septiembre de 925 ) fue desde 922 hasta 925 abad del monasterio benedictino de San Galo.
Hartmann fue elegido abad en 922. Sucedió al abad Salomón después de un año de interregno. Ya en 895 aparecía en el registro de monjes como diácono. En 897 aparece como escribano, del 910 al 912 cuatro veces como camarlengo (monje encargado de la administración de la propiedad monacal) y en el 920 como preboste. Su tiempo como abad está documentado solo en un documento que está fechado de manera imprecisa. En una lista de abades, su mandato consta de tres años y cuatro meses.
Ekkehardo IV, importante cronista del monasterio, informó en la Crónica de San Galo que Hartmann fue un hombre inteligente y culto que, a diferencia de su predecesor, se dedicó por completo a la vida monástica, se preocupó más por los asuntos internos del monasterio que por los externos y sobre todo por la vida espiritual e intelectual. Pero descuidó la administración de los bienes del monasterio, por lo que fue en detrimento de la abadía.
Se le considera el autor de un escrito perdido sobre la historia de su época, mientras que es poco probable que los himnos de un autor con el mismo nombre hayan sido escritos por su mano.